# ایوان یووانوویچ
ایوان یووانوویچ (سیریلیک صربی: Иван Јовановић؛ زادهٔ ۸ ژوئیهٔ ۱۹۶۲) بازیکن سابق و مربی فوتبال اهل صربستان است.
از باشگاه‌هایی که در آن بازی کرده‌است می‌توان به باشگاه فوتبال ایراکلیس ۱۹۰۸ اشاره کرد.